# Kanton Dreux-1
Der Kanton Dreux-1 ist seit 2015 ein französischer Wahlkreis im Arrondissement Dreux, im Département Eure-et-Loir und in der Region Centre-Val de Loire; sein Hauptort ist Dreux. 

## Gemeinden
Der Kanton besteht aus 13 Gemeinden und Teilgemeinden mit insgesamt 30.278 Einwohnern (Stand: 1. Januar 2022) auf einer Gesamtfläche von 131,53 km²:
| Gemeinde                | Einwohner 1. Januar 2022 | Fläche km² | Dichte Einw./km² | Code INSEE | Postleitzahl |
| ----------------------- | ------------------------ | ---------- | ---------------- | ---------- | ------------ |
| Allainville             | 153                      | 5,28       | 29               | 28003      | 28500        |
| Aunay-sous-Crécy        | 659                      | 8,45       | 78               | 28014      | 28500        |
| Boissy-en-Drouais       | 229                      | 6,03       | 38               | 28045      | 28500        |
| Crécy-Couvé             | 263                      | 6,65       | 40               | 28117      | 28500        |
| Dreux                   | 10.613                   | 16,76      | 633              | 28134      | 28100        |
| Garancières-en-Drouais  | 283                      | 6,46       | 44               | 28170      | 28500        |
| Garnay                  | 1.000                    | 14,13      | 71               | 28171      | 28500        |
| Louvilliers-en-Drouais  | 221                      | 4,14       | 53               | 28216      | 28500        |
| Marville-Moutiers-Brûlé | 1.027                    | 20,24      | 51               | 28239      | 28500        |
| Saulnières              | 772                      | 10,65      | 72               | 28369      | 28500        |
| Tréon                   | 1.448                    | 10,93      | 132              | 28394      | 28500        |
| Vernouillet             | 12.491                   | 12,11      | 1.031            | 28404      | 28500        |
| Vert-en-Drouais         | 1.119                    | 9,7        | 115              | 28405      | 28500        |
| Kanton Dreux-1          | 30.278                   | 131,53     | 230              | 2808       | –            |

1. ↑   Nur der nordwestliche Teil der Gemeinde, der Rest gehört zum Kanton Dreux-2.